# Diana Axelsen
Diana Axelsen Antonakakis (Kopenhagen, 6 april 1966) is een Deense actrice, stemactrice en journalist.
Axelsen studeerde in 1992 af aan de Statens Teaterskole. Zij maakte deel uit van het vaste ensemble van het Koninklijk Deens Theater, maar was de laatste jaren vooral te zien in film en televisie. Zij verzorgde ook een stem in de Disney-tekenfilm De klokkenluider van de Notre Dame uit 1996.

## Filmografie

### Film
Inclusief korte films
| Jaar | Titel             | Rol          |
| ---- | ----------------- | ------------ |
| 1999 | Tom Merritt       | Mrs. Merritt |
| 2002 | Charlie Butterfly | Tess         |
| 2003 | Arven             | Annika       |
| 2009 | Tick Tick Boom    | Johanne      |
| 2011 | Tro, håb og sex   | Sylvia       |
| 2014 | Fasandræberne     | Kassandra    |
| 2015 | Sorgenfri         | Maria        |

### Televisie
| Jaar | Titel             | Rol          | Opmerkingen  |
| ---- | ----------------- | ------------ | ------------ |
| 1998 | Strisser på Samsø | Mira         | 1 aflevering |
| 2000 | Rejseholdet       | Journalisten | 1 aflevering |
| 2003 | Skjulte spor      | Sanna        | 1 aflevering |